# مالك الدرويش
مالك عبد الله الدرويش مواليد 28 سبتمبر 1999، هو لاعب كرة قدم سعودي.
لعب سابقاً في نادي الخليج ونادي البكيرية.